# Orchestina maracay
Espèce
Orchestina maracay est une espèce d'araignées aranéomorphes de la famille des Oonopidae.

## Distribution
Cette espèce est endémique de l'État d'Aragua au Venezuela,. Elle se rencontre vers Maracay.

## Description
La carapace de la femelle holotype mesure 0,61 mm.

## Étymologie
Cette espèce est nommée en l'honneur de [[]].

## Publication originale
- Izquierdo & Ramírez, 2017 : Taxonomic revision of the jumping goblin spiders of the genus Orchestina Simon, 1882, in the Americas (Araneae: Oonopidae). Bulletin of the American Museum of Natural History, no 410, p. 1-362 (texte intégral).